# گرد و غبار در ایران

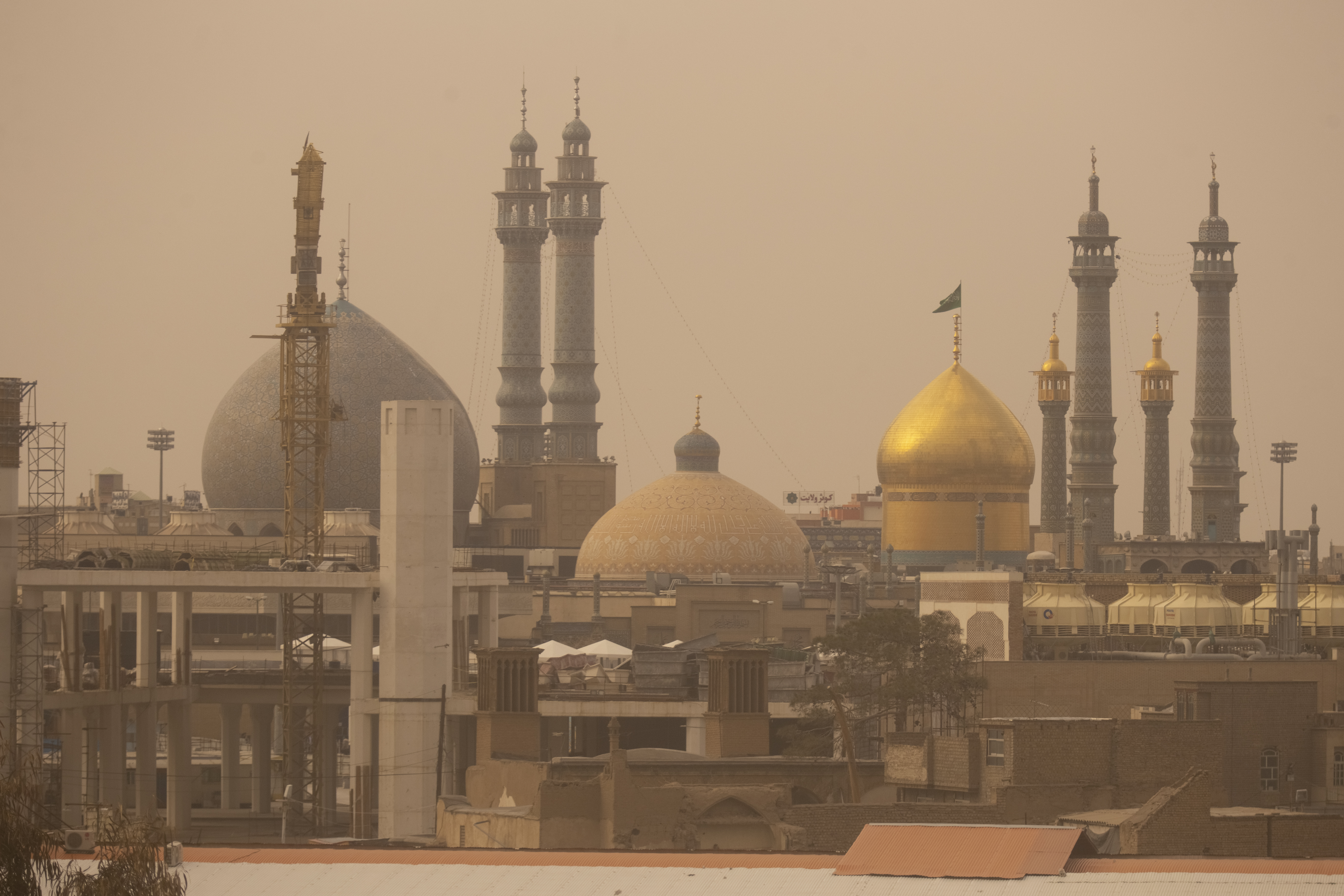
هوای شهر قم در یک روز آلوده

در ایران، منشأ اصلی ریزگرد، کویرها و باتلاق‌های در حال خشک شدن عراق است که خاک و شن‌های آن از طریق باد شُمال (به عربی: شِمال) به ایران می‌آید. دلیل اصلی خشک شدن زمین‌های عراق، آبگیری سدهایی چون سد آتاترک در کشور ترکیه است. به عبارتی آب رودخانه‌های دجله و فرات به واسطه سدسازی‌های ترکیه کم شده و دشت بین‌النهرین رطوبت خود را از دست داده و به منبعی برای تولید گرد و غبار تبدیل شده است. عدم پای‌بندی ترکیه به معاهدات بین‌المللی و تسلط این کشور بر دجله و فرات نه تنها باعث ایجاد پدیدهٔ ریزگرد در خاورمیانه شده، بلکه بهره‌کشی بی‌رویه از منابع طبیعی و مدیریت نامناسب و یکسونگرانه براین منابع باعث شده ایران امروز درگیر معضلاتی چون خشکسالی، سیلاب و گرد و غبار باشد و به از دست رفتن ۹۰ درصد تالاب‌های کشور بینجامد. 
این باد از خرداد تا شهریور می‌وزد و از شمال غربی خاورمیانه شکل می‌گیرد و تا خلیج فارس و رسیدن به سطح آب‌های آزاد پیش می‌رود. سه کشور ایران، عراق و عربستان به‌طور مشترک هزینه‌های این اراضی را تأمین می‌کردند، و تمام اراضی در فصل خاصی از سال مالچ‌پاشی می‌شد. مالچ نوعی فرآوردهٔ چسبندهٔ نفتی است که برای تثبیت شن‌های روان در مناطق بیابانی از آن سود جسته می‌شود. جنگ عراق موجب فراموشی این کار، و در نتیجه افزایش توفان‌های غبار در خوزستان، غرب ایران، و سرانجام تقریباً در همهٔ ایران شد. توفان اخیر، که به گفتهٔ برخی اهالی بغداد بدترین توفان غبار زندگیشان بوده است، سبب بیشترین میزان گرد در سه دههٔ اخیر ایران شدبحران گرد و غبار در ایران یک مسئله پیچیده است که ناشی از ترکیبی از عوامل طبیعی و انسان‌ساخت است. در اینجا به توضیح مفصل‌تری در مورد علل اصلی این پدیده می‌پردازیم:
.

## ریزگرد تابستان ۱۳۸۸
در نخستین روزهای تابستان ۸۸، پدیدهٔ ریزگرد، ایران را به زیر پرده‌ای از گرد و غبار فرو برد. این وضعیت آسمان در تهران، اهواز و بسیاری از شهرهای مرکزی، جنوبی، و غربی ایران ایجاد شده بود. در روز نیز خورشید، از پس لایهٔ ریزدانه‌های مرتفع گرد و غبار، کم فروغ دیده می‌شد و ته رنگ آبی در آسمان اطراف آن پیدا و قرص خورشید به سفیدی گراییده بود.
پدیدهٔ ریزگرد، معمولاً ضخامتی کمتر از یک کیلومتر را در بر می‌گیرد و اگر هم خیلی شدید باشد، ضخامتش از یکی دو کیلومتر فراتر نمی‌رود؛ اما طوفان ریزگردی که در تابستان سال ۱۳۸۸ چند روزی زندگی عادی در ایران را مختل کرد، از کوه‌های مرتفع زاگرس و حتی رشته کوه سر به فلک کشیدهٔ البرز گذشت و کرانه‌های دریای خزر در گیلان را نیز تحت تأثیر قرار داد.
خشکسالی دهه ۸۰ ایران، کشاورزی سنتی و غیر روشمند، چرای بیش از حدّ دام، عدم استفاده از سیلاب‌ها، همه دست به دست هم می‌دهند که زمین‌های بارور از میان رفته، جای خود را به بیابان‌هایی جدید بدهند. پوشش گیاهی، به‌ویژه گیاهان بومی مانند خار و خاشاک بیابانی، نقش بسیار مهمی را در تثبیت شن‌های روان و جلوگیری از تولید ریزگرد ایفا می‌کنند.

## ریزگرد ۱۳۸۹
ریزگرد در سال ۸۹ نیز، همان‌طور که بسیاری پیش‌بینی می‌کردند، روی داد. اما این‌بار حتی از سال قبل هم شدیدتر بود. مناطق غربی ایران و به‌خصوص استان خوزستان، ریزگرد را از همان روزهای آغازین سال ۸۹ دوباره تجربه کردند. اما طولی نکشید که دامنهٔ نفوذ آن بسیار گسترش یافت، تا این‌که در اردیبهشت بیش از نیمی از ایران را دربرگرفت و در برخی مناطق نیز با بادهای شدید و باران گل توأم شد. در ماه خرداد محدودهٔ تحت سیطرهٔ امواج ریزگرد، بازهم گسترش پیدا کرد و در دو ظهور حفار (اوایل خرداد) و ثریا (اواسط خرداد) تقریباً سراسر ایران را پوشاند.

## ریز گرد ۱۳۹۵
سریال تعطیلی مدارس به علت آلودگی هوا و گرد و غبار شروع شد. یکشنبه ۱۱ مهر ۱۳۹۵ کلیه مدارس و دانشگاه‌های شهرهای مختلف استان خوزستان در نوبت بعد از ظهر به علت بیش از ۱۰ برابر شدن گرد و غبار نسبت به حد مجاز تعطیل شدند.

## ریزگرد ۱۴۰۲
- به گفته رئیس گروه سلامت هوا و تغییرات اقلیمی وزارت بهداشت، به دلبل طوفان‌های گرد و غبار حدود نیمی از جمعیت ایران با تهدید سلامتی خود مواجه هستند.[۵]
- به دلیل شدت ریزگردها، در ۲۷ آبان دبیر کارگروه شرایط اضطراری گرد و غبار استان خراسان رضوی اعلام کرد: کلیه فعالیت‌های آموزشی در تمامی مراکز آموزشی در نوبت عصر تا پایان روز در مشهد، نواحی هفت‌گانه، احمدآباد، تبادکان و رضویه به صورت غیر مستقیم و از طریق سامانه شاد و وبینار انجام گیرد. همچنین کلیه فعالیت‌های ورزشی در محیط‌های باز و بسته در نوبت عصر تعطیل است.[۶] شاخص کیفیت هوای مشهد در روز شنبه ۲۷ آبان به وضعیت «بحرانی و خطرناک» عدد ۳۳۷ رسید که بیانگر وضعیت بحرانی و قرمز آن است.[۷]
- به علت آلودگی هوا، در اصفهان مدارس و دانشگاه‌ها تعطیل شدند. در خوزستان حدود ۲۵۰۰ نفر راهی مراکز درمانی شدند. در تهران نیز آلودگی رو به شدت گذاشت. یک کارشناس می‌گوید مسئولان جمهوری اسلامی، بحران آلودگی هوا را برای مردم تبدیل به یک موضوع «عادی» کرده‌اند.[۸]
- به دنبال آلودگی هوا در اردکان یزد سه‌شنبه پنجم دی گروهی از مردم در اعتراض به آلودگی هوا و وجود صنایع آلاینده تجمع و راهپیمایی اعتراضی برگزار کردند. معترضان پلاکاردهایی مانند «اردکان هوا ندارد» و «نفس کشیدن، حق مسلم ما است» در دست داشتند.[۹]
- وضعیت «قرمز و نارنجی» در کیفیت آلودگی هوای استان‌های تهران، خوزستان، البرز، قزوین، سمنان، مرکزی و آذربایجان شرقی باعث شد برخی مراکز آموزشی در ۱۲ دی تعطیل شوند.[۱۰]
- در ششم بهمن ۱۴۰۲ شاخص کیفیت آلودگی هوا حداقل در ۲۹ شهر ایران خطرناک و ناسالم اعلام گردید.[۱۱] در همین رابطه بنابر گزارش رسانه‌های داخل ایران در هفته گذشته شاخص کیفییت آلودگی هوا در شهرهای باقرشهر ۲۰۵، آبادان ۱۵۴، کرمان، پلدشت ۵۰۰، بوشهر ۱۷۱، اردکان ۱۶۶، رودبار ۱۵۲، تهران ۱۳۰، بهبهان ۱۵۷، خرمشهر ۱۰۸، کرج ۱۱۳، تبریز ۱۶۰، شیروان ۱۴۱، کارون ۱۶۴، اسلامشهر ۱۳۴، ایستگاه شرکت نفت مسجد سلیمان ۱۷۰، ماهشهر ۱۹۱، نهبندان ۱۰۸، امیدیه ۱۰۴، شوش ۱۱۰، مشهد ۱۴۳، اهواز ۱۷۲، اصفهان ۱۵۲، سوسنگرد ۱۵۳، هندیجان ۱۸۳، اندیمشک ۱۳۶، دزفول ۱۱۹، ورامین ۱۵۱ و قرچک ۱۵۴، اعلام شد.[۱۱] وضعیتی که برای تمام گروه‌ها، بسیار ناسالم یا خطرناک اعلام گردید.[۱۱]
- بنابر گزارش رسانه‌ها در ۱۳ بهمن با توجه به طوفان شن و کاهش شعاع دید افقی و افزایش شاخص آلودگی هوا مسیر شهربابک و سیرجان در استان کرمان تا اطلاع ثانوی بسته است.[۱۲] همچنین رسانه‌ها گزارش کردند که در محور انار به یزد و بالعکس طوفان شن باعث کاهش شدید دید افقی و عامل سانحه و مرگ یک نفر شد.[۱۳]
- سرعت وزش باد که عامل آلودگی هواست در ۱۳ بهمن در شهرستان کرمان ۱۰۰ کیلومتر، رفسنجان و انار ۵۵ کیلومتر و در زرند به ۷۲ کیلومتر در ساعت رسید و شعاع دید افقی به دلیل وجود گرد و غبار در این شهرها به صفر رسید.[۱۴]
- رسانه‌ها در ۲۸ بهمن گزارش کردند که به دلیل وجود گرد و غبار و کاهش شعاع دید به کمتر از ۱۰ متر، جاده مهریز یزد به شهرستان انار مسدود شد.[۱۵]

## راه‌حل
پرویز کردوانی برای حل مسئله گرد و غبار در ایران و تثبیت خاک بیابان‌ها، پاشیدن ریگ را به جای مالچ پیشنهاد می‌کند:
مشکل مالچ آن است که بو دارد، زمین را سیاه می‌کند، ضریب حرارتی را بالا می‌برد و تمام منطقه را گرم‌تر می‌کند، حتی گیاهان را ممکن است بکشد و موجودات زنده را از بین ببرد. همچنین وقتی مالچ پاشیده شد، نمی‌توان روی آن رفت و آمد کرد. هزینه مالچ بالاست و به تکنولوژی پیشرفته نیاز دارد. تا آنجا که اطلاع دارم، مالچ لیتری ۴۰۰ تومان هزینه دارد، چون از نفت باید قیر تهیه کرد و بعد قیر را به مالچ تبدیل کرد. تبدیل قیر به مالچ هم بسیار سخت است، چون قیر در آب حل نمی‌شود. باید ۵۰ درصد آب، ۴۸ درصد قیر و ۲ درصد هم ماده‌ای که ترکیب آنها را تسهیل کند، با یکدیگر ترکیب شوند. همچنین ماشین‌های مالچ‌پاش به تکنولوژی خاصی نیاز دارند. تازه بر فرض که مالچ پاشیدیم، پنج سال بعد اثری از آن نیست. پس اگر ۲۵ یا ۳۰ سال دیگر نفت ما تمام شد و باز هم خواستیم از این روش استفاده کنیم، چه باید کرد؟
پیشنهاد من آن است که باید از طبیعت درس بگیریم. از یزد تا بافق و از نائین تا انارک، دشت‌هایی هست که ریگی‌ست و شدیدترین باد و باران نمی‌تواند در آن فرسایشی ایجاد کند. این بیابان‌ها را طبیعت با پاشیدن ریگ تثبیت کرده است. به من می‌گویند آقای کردوانی آیا در دنیا کسی این کار را کرده است؟ مگر ما باید صبر کنیم هر کاری را دنیا انجام بدهد، بعد ما انجام بدهیم؟ مثلاً قنات مال ما بود، دنیا این کار را کرده بود؟ نه!

از مزایای ریگ آن است که ارزان به دست می‌آید و در همه جا هست. باید در بیابان‌هایی که خاک آنها در حال کنده شدن و فرسایش است، ریگ بریزیم. می‌توان سالی صد تا دویست هکتار را ریگ‌پاشی کرد و در این صورت خاک تثبیت می‌شود. هشت تا ده سانت ریگ می‌ریزیم و می‌توان روی آن رفت‌وآمد هم کرد، چه انسان چه ماشین می‌توانند روی آن حرکت کنند و اصلاً بهتر است روی آن غلتک هم برود. این کار یک بار برای همیشه انجام می‌شود. حتی می‌توان آنجا درختکاری هم کرد و نیمکت هم گذاشت و برای گردهمایی‌های بزرگ از آنها استفاده کرد. پاشیدن ریگ هم بسیار آسان است. کامیون‌های دارای بار ریگ، همین‌طور که حرکت می‌کنند، می‌توانند ریگ هم بپاشند.